# Brašljevica
Brašljevica falu Horvátországban, a Károlyváros megyében. Közigazgatásilag Ozalyhoz tartozik.

## Fekvése
Károlyvárostól 26 km-re, községközpontjától 12 km-re északnyugatra, a Zsumberki-hegység délnyugati lejtőin, Szlovénia területébe ékelődve fekszik.

## Története
1783-ban az első katonai felmérés térképén „Dorf Braslevicza” néven szerepel. 1806-ban „Braslyevicza pagus” alakban említik. A falunak 1857-ben 96, 1910-ben 152 lakosa volt. A trianoni békeszerződésig Zágráb vármegye Jaskai járásához tartozott. 2011-ben 33 lakosa volt. A kašti Szent Antal görögkatolikus plébániához tartoztak.

## Lakosság
| Lakosság változása | Lakosság változása | Lakosság változása | Lakosság változása | Lakosság változása | Lakosság változása | Lakosság változása | Lakosság változása | Lakosság változása | Lakosság változása | Lakosság változása | Lakosság változása | Lakosság változása | Lakosság változása | Lakosság változása | Lakosság változása |
| ------------------ | ------------------ | ------------------ | ------------------ | ------------------ | ------------------ | ------------------ | ------------------ | ------------------ | ------------------ | ------------------ | ------------------ | ------------------ | ------------------ | ------------------ | ------------------ |
| 1857               | 1869               | 1880               | 1890               | 1900               | 1910               | 1921               | 1931               | 1948               | 1953               | 1961               | 1971               | 1981               | 1991               | 2001               | 2011               |
| 96                 | 134                | 168                | 156                | 167                | 152                | 150                | 152                | 136                | 126                | 111                | 90                 | 62                 | 47                 | 54                 | 33                 |